# Гранка (видавнича справа)

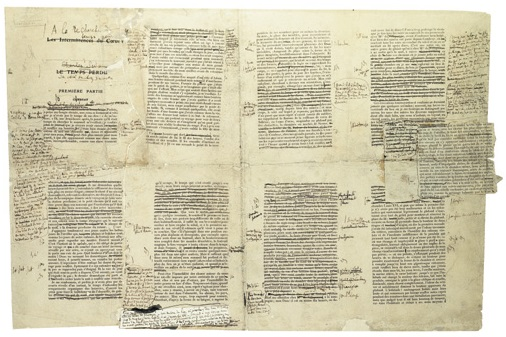
Гранки

Гранка — набір відбитків надрукованого матеріалу на великих аркушах паперу без поділу його на окремі сторінки, для перевірки і правки. Це пробний (чорновий) друк текстів (газета, стаття або книга), що пройшла процедуру верстки і повернена автору для остаточного узгодження перед публікацією.

У 2-й половині XX століття технологічний цикл друку в друкарні передбачав кілька операцій передачі текста від автора до редактора, від складача до коректора. Для коректора паперові гранки були основою роботи. Газетна коректура вимагала дотримання щоденного графіка, текст потрібно було виправити цілком і повністю - включаючи, наприклад, помилки в наборі шрифту, а не одну тільки стилістику з орфографією. Без спеціальних відточених навичок і професійних прийомів по роботі з гранками регулярно робити це вчасно було практично неможливо.